# Good Mourning, America
Good Mourning, America ist ein Lied der US-amerikanischen progressiven Post-Hardcore-Band letlive., welches am 6. April 2016 als erste Single-Auskopplung für das vierte Studioalbum If I’m the Devil… veröffentlicht wurde. Inhaltlich beschäftigt sich das Stück mit Polizeigewalt gegenüber Afroamerikanern und über Rassismus.

## Hintergrund
In einem Artikel der britischen Zeitung The Independent ist Good Mourning, America von dem Tötungsdelikt eines weißen Polizisten gegen den afroamerikanischen Teenager Michael Brown und den daraus resultierenden Unruhen in Ferguson, Missouri im August des Jahres 2014 inspiriert worden.
Laut einer Studie der University of Louisville und der University of South Carolina waren von den 93 Schusswaffeneinsätzen der Polizei im Jahre 2015 vierzig Prozent der Opfer Afroamerikaner. Die Gesamtpopulation der afroamerikanischen Minderheit beträgt knapp 18 Prozent der Gesamtbevölkerung.

## Inhalt
Das Lied setzt sich inhaltlich mit dem Thema Polizeigewalt gegenüber afroamerikanischen Einwohnern und mit Rassismus in den Vereinigten Staaten auseinander. Auch setzt sich Sänger Jason Butler mit einem persönlich gemachten Erlebnis auseinander; So wurde er vor wenigen Jahren selbst wegen einer Situation inhaftiert, in der er davon ausging, nichts verbrochen zu haben. Er habe versucht einen Freund, einen Hispanic von einer Feier nach Hause zu begleiten, als ein Polizist versuchte die beiden aufzuhalten. Butler wurde wegen vermeintlicher Gewalt gegen Polizisten in Gewahrsam genommen. Zwar wurde noch am selben Abend geklärt, dass der diensthabende Polizist falsch gehandelt habe, dennoch blieb ein Vermerk in Butlers Akte, was Reisen und andere Tätigkeiten für ihn erschwert.
Das Lied startet mit einer Szenerie, in der Menschen miteinander kommunizieren, bis die Polizei die Szene betritt und zwei Schüsse in die vermeintliche Menge abgibt. Daraufhin startet ein Chor mit weiblichen Gesangstimmen mit einem Protestlied, ehe der Sänger Jason Butler mit seinem Gesang nahtlos anknüpft. Musikalisch beginnt das Lied mit einfachen Rhythmen und geht im weiteren Vorlauf des Stückes in einen „smashigen Post-Hardcore“ über.
In den ersten Zeilen des Liedes heißt es:

„We ain't so different now are we?

Said the cop to the killer inside of me

I've heard your story, boy, and that shit gets old/

We've got the right to take your life, so do just what you're told.“

## Veröffentlichung
Good Mourning, America wurde mitsamt Musikvideo und der offiziellen Ankündigung des vierten Studioalbums am 6. April 2016 offiziell als erste Single veröffentlicht. Das Musikvideo, welches auf YouTube veröffentlicht wurde, ist in Deutschland allerdings nicht abrufbar.